# Región de Gbêkê
Gbêkê es una de las treinta y una regiones de Costa de Marfil. En mayo de 2014 tenía una población censada de 1 010 849 habitantes. Está formada por los siguientes departamentos, que se muestran igualmente con población de mayo de 2014:
- Béoumi 154,206
- Botro 81,424
- Bouaké 680,694
- Sakassou 94,525[1]